# Holtzmühle
Die Holtzmühle ist eine ehemals an der Niers gelegene Wassermühle in Viersen mit mehreren unterschlächtigen Wasserrädern.

## Geographie
Die Holtzmühle hat ihren Standort an der Niers an der Tönisvorster Straße im Ortsteil Süchteln, einem Stadtteil der nordrhein-westfälischen Kreisstadt Viersen. Das Gelände, auf der die Mühlengebäude stehen, hat eine Höhe von ca. 38 m über NN.
Die Niers in ihrem alten Flussbett versorgte bis zur Regulierung im Jahre 1930 über Jahrhunderte die Holtzmühle mit Wasser.
Die Pflege und Unterhaltung des Gewässers obliegt dem Wasser- und Bodenverband der Mittleren Niers, der in Grefrath seinen Sitz hat.

## Geschichte
Die Holtzmühle trug ursprünglich den Namen Süchtelner Mühle. Aber auch unter dem Namen Fliegenmühle war sie zeitweise bekannt. Diesen trug sie wohl von der alten Wasser-Bezeichnung „Flieg“ (Vlies, Flieth, Fleth oder Flöth). 1404 wird die Mühle erstmals bekundet, als Herzog Reinald IV. von Jülich und Geldern sie vom Abt der Kölner Benediktinerabtei St. Gereon erhält. Zusammen mit der Windmühle in Süchteln hatte die Fliegenmühle den Mahlzwang im Süchtelner Kirchspiel. Verwaltet und verpachtet wurde sie vom Amtmann in Brüggen.
Im Jahre 1792 übernahm der Müller Franz-Anton Holtz die Korn- und Ölmühle, zunächst als Pächter, nach der Säkularisation als Eigentümer. Die tüchtige und wagemutige Unternehmerfamilie hatte in Süchteln beide Windmühlen gepachtet. Weiterhin gehörten ihr im 19. Jahrhundert allein oder als Beteiligte die Borner Mühle, die Nelsenmühle, die Broicher Mühle und die Oedter Mühle. Die Süchtelner Mühle wählte die Familie zu ihrem Sitz und baute sie systematisch aus. Nicht weniger als acht Mahlgänge wurden installiert, dazu eine Dampfmaschine und moderne Ölpressen. Ein neues kastellartiges Betriebsgebäude zeigte die beherrschende Rolle der Holtzmühle auch nach außen hin.
1888 wurde die Speiseöl-Produktion durch Kommerzienrat Franz Holtz mit der Produktion des Veerter Ölmüllers Reinhard Willemsen an den Rhein nach Uerdingen verlegt, um Transportkosten zu sparen. In Süchteln wurde von nun an nur noch Mehl produziert. Trotz aller Anstrengungen wurden beide Unternehmen im 20. Jahrhundert von den marktbeherrschenden Großmühlen überrollt. Mit der Niersregulierung um 1930 wurden auch die Wasserräder der Holtzmühle abgebaut. Um 1965 stellte die Holtzmühle ihren Betrieb ein. Einige Jahre später wurde auch die Speiseölfabrik Holtz & Willemsen in Uerdingen geschlossen.

## Galerie

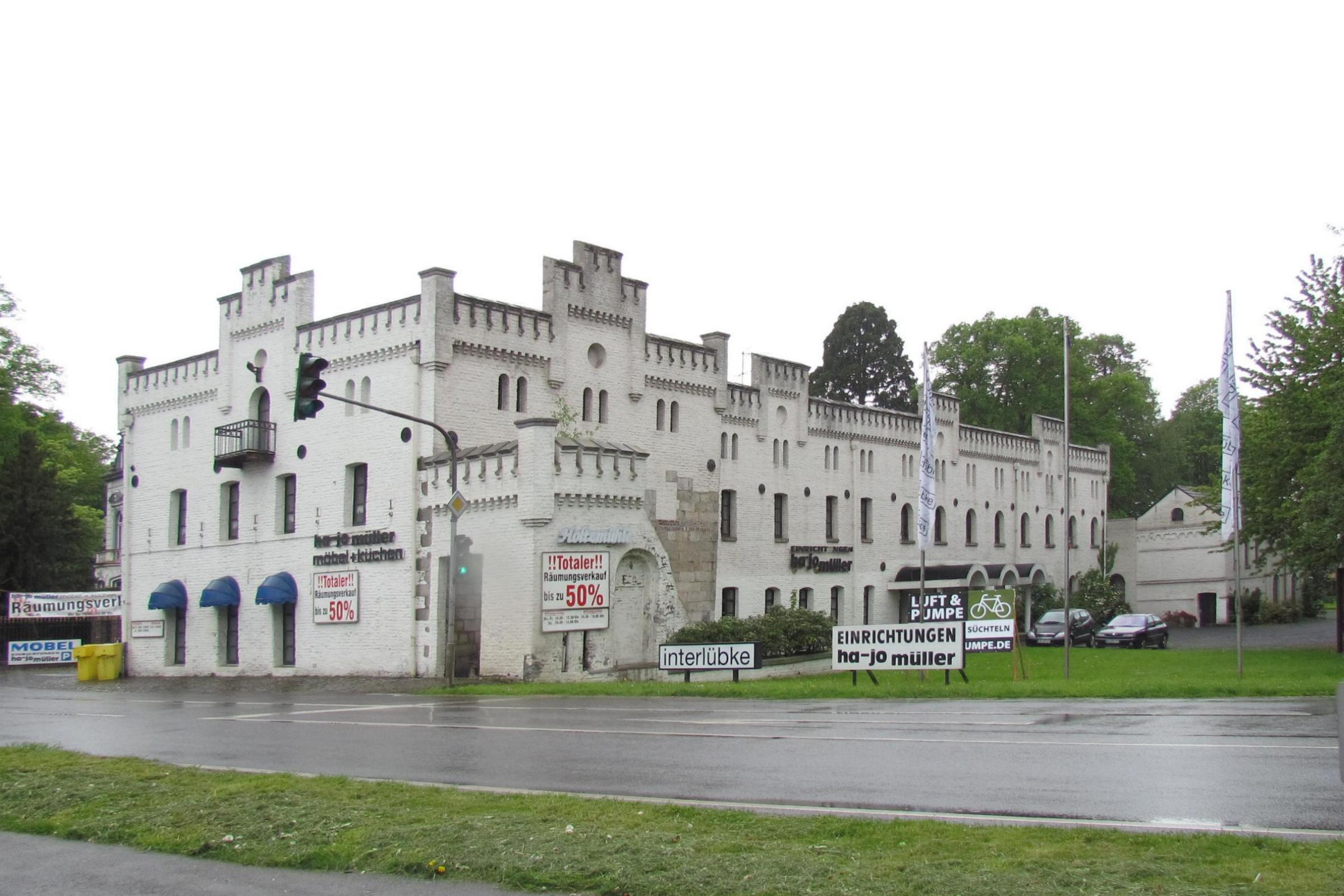
Das kastellartige Mühlengebäude
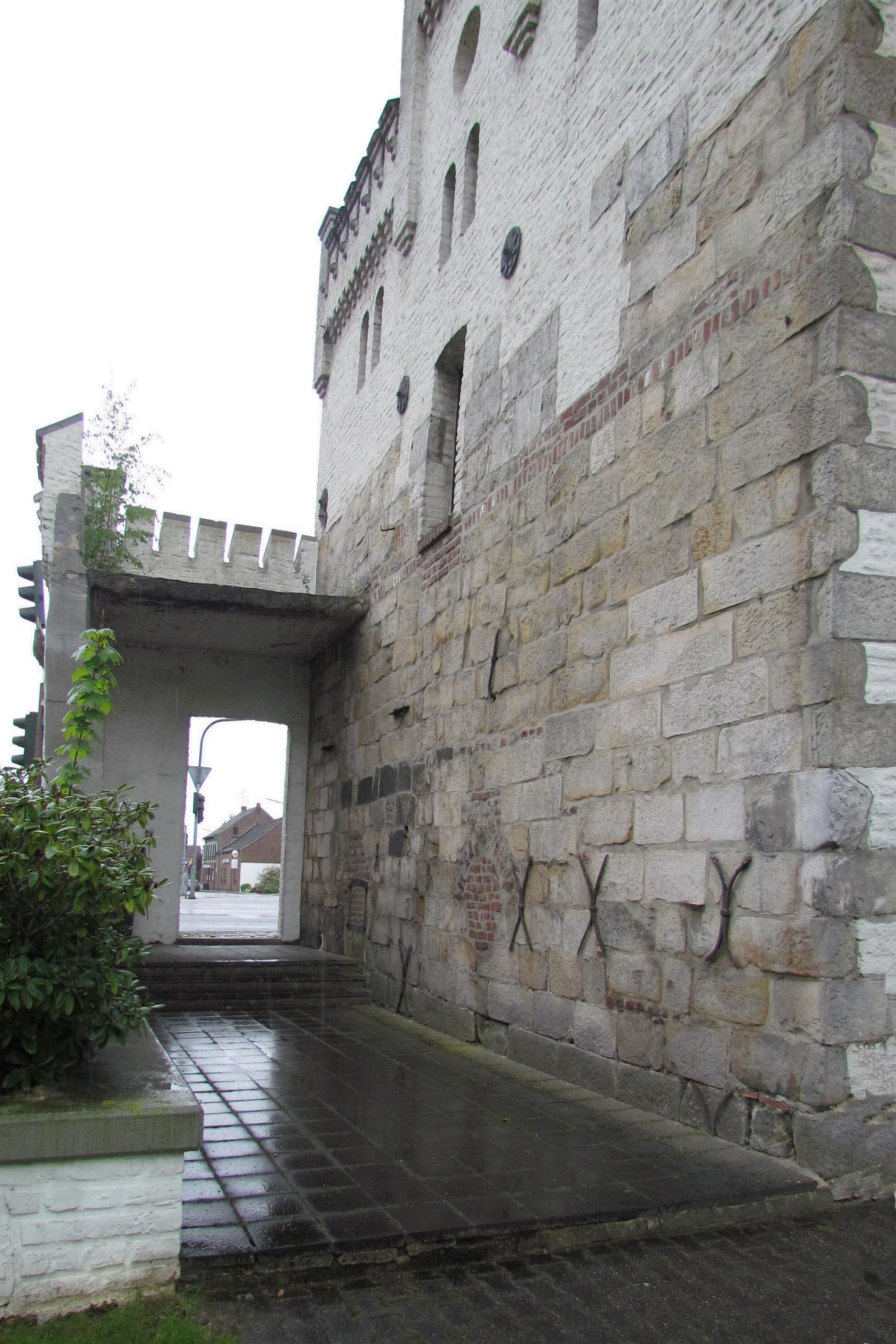
Teile des ehemaligen Radhauses
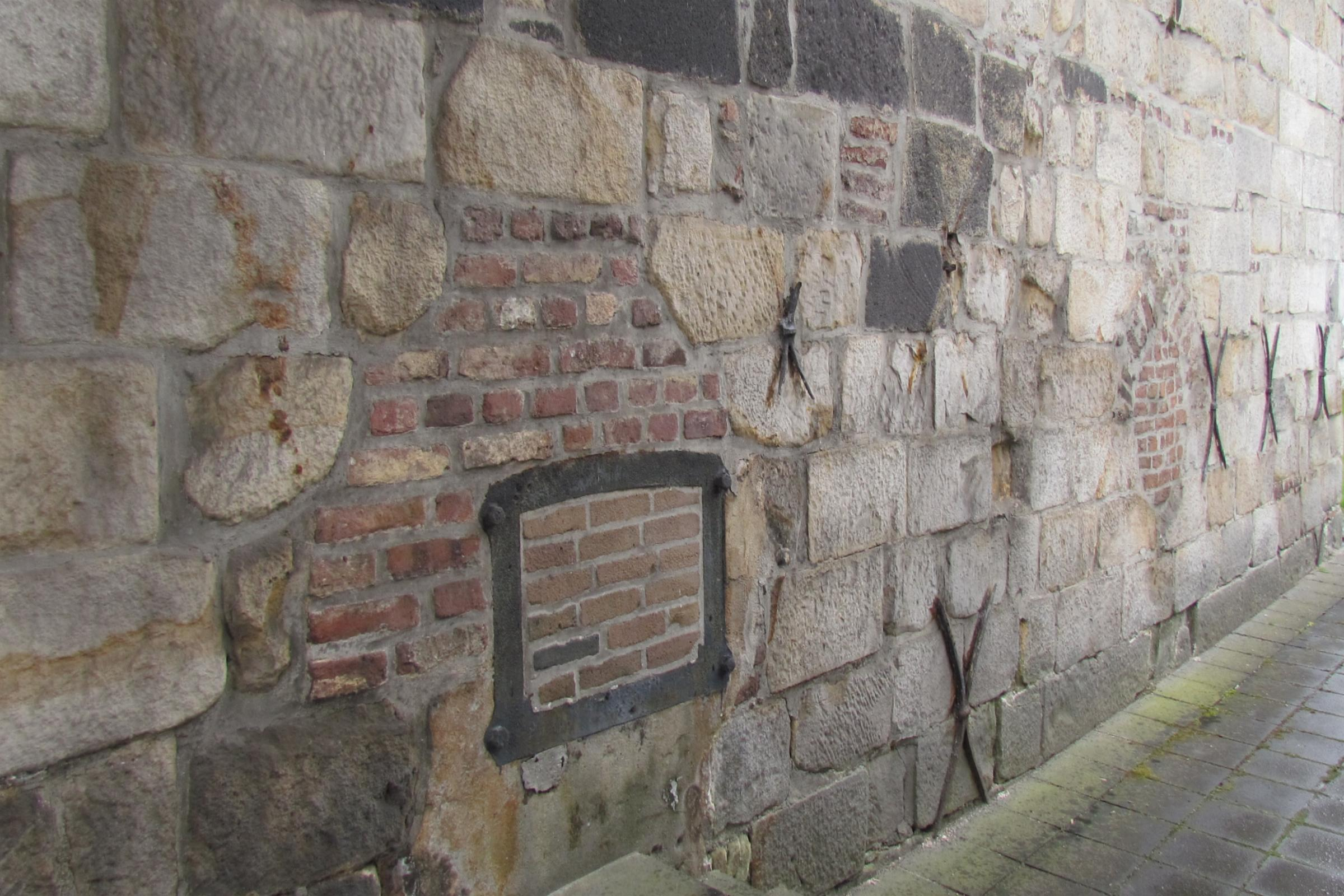
Zugemauerte Öffnungen für die Radachsen
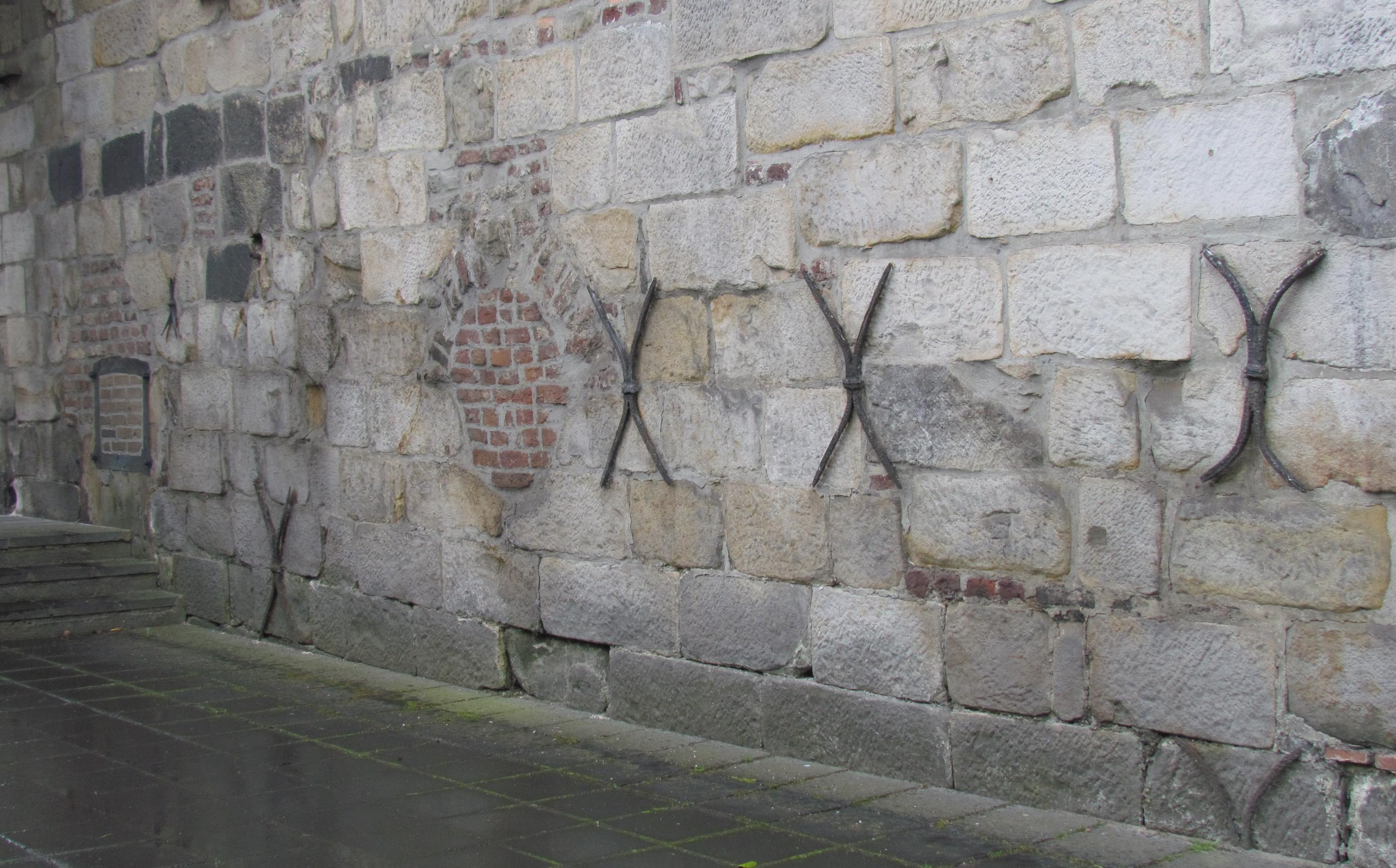
Maueranker und zugemauerte Öffnungen der Radachsen
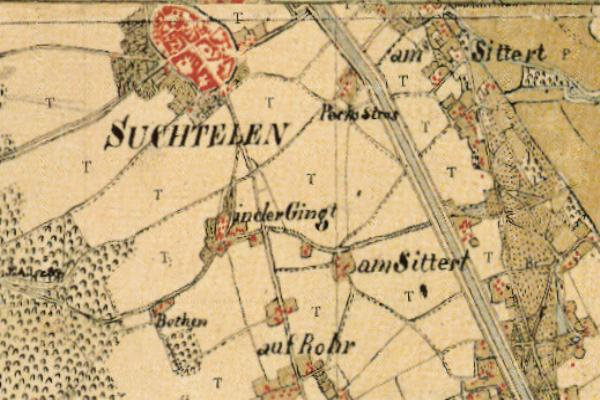
Tranchotkarte von 1806

## Denkmaleintrag
Das vermutlich in verschiedenen Bauabschnitten im 19. Jahrhundert, großenteils wohl schon vor 1880 errichtete, weiß geschlämmte Backsteingebäude ist mehrflügelig und hat drei Geschosse. Sein flaches Satteldach ist versteckt hinter einem hohen, dekorativen Zinnenkranz mit einzelnen, über den Hauptachsen und an den Gebäudeecken hochgezogenen Zinnen sowie Stufenzinnen an den Schmalseiten. Betont wird diese Mauerbekrönung durch einen umlaufenden backsteingemauerten Bogenfries.
Die darunter liegenden paarweise angeordneten, teils blinden schmal-hohen Bogenfenster sitzen axial über den, teils segment- teils bogenförmigen Fenstern der unteren beiden Geschosse. Nahezu alle Fenster- und Türöffnungen sind original (Ausnahme beispielsweise sind die drei zu Rundbogeneingangstüren erweiterten Fenster an der Ostseite). Die Fensterbänke bestehen aus Werkstein oder sind backsteingemauert. Die Fenster besitzen größtenteils erhaltene Gussrahmen; die gusseisernen Sprossenvergitterungen sind mehrheitlich original erhalten. Die Sprosseneinteilung wurde beibehalten. An der Süd- und Westseite sind mit Bohlen ausgelegte Austritte im ersten Stock. Das Rad für Lasten ist an der Südseite noch erhalten. An allen Seiten des Gebäudes sind die Ankersplinte erhalten, teils in Tellerform.
Im Inneren sind die Balkendecken nur soweit erforderlich erneuert worden. Die gusseisernen, tragenden Säulen im Erdgeschoss sowie die sechs, die Mittelpfette stützenden Rundholzsäulen im ersten Stock (davon zwei frei sichtbar) sind original, ebenso wie die freiliegenden Balkenkonstruktionen und das Ständerwerk im Dachgeschoss. Die Holtzmühle, ursprünglich auch landschaftsprägend, heute herausragende Markierung auf dem Weg nach Süchteln, ist bedeutsam in siedlungstopographischem und siedlungsgeschichtlichem Sinne.
Wichtig für die Geschichte der Wassermühlen von Süchteln ist die über Jahrhunderte hin verfolgbare Tradition des bis ins 20. Jahrhundert hinreichenden Müllerhandwerks. Ablesbar wird auch der Wandel von wassergetriebenem Mühlrad zum modernen Zeitalter der technischen Maschinen.
Damit inhaltlich einhergehend sind die baulichen Erweiterungen des 19. Jahrhunderts zu sehen. Denn die Holtzmühle ist ein für das 19. Jahrhundert sehr typisches und inzwischen seltenes Beispiel für die Formulierung der damals modernen Industriebauten in mittelalterlichem Burgenstil.
Das Gebäude ist bedeutend für die Geschichte der Industriearchitektur, zumal noch die Reste eines älteren Mühlengebäudes enthalten und teils sichtbar sind.
Aus wissenschaftlichen, insbesondere siedlungstopographischen, siedlungs- und architekturgeschichtlichen Gründen, heute situationsprägend für das Straßenbild, ferner als Zeugnis des Müllerhandwerks im Übergang zur industriell-maschinellen Produktionstechnik und letztlich als Dokument für die Schaffenskraft einer für den Süchtelner Raum bedeutenden Unternehmerfamilie, vornehmlich der Gründerzeit vorigen Jahrhunderts, liegen Erhaltung und Nutzung der Holtzmühle gemäß § 2 (1) Denkmalschutzgesetz NRW im öffentlichen Interesse.
Denkmalliste Viersen Nr. 10, Eintrag: 11. Januar 1985